# Мири
Мири е град в щата Саравак, Малайзия. Населението му е 280 518 жители (прибл. оценка 2010 г.) Площта му е 4,707 кв. км. Намира се на 21,95 м н.в. в часова зона UTC+8. Пощенският му код е 98ххх, а телефонния +6085. Средната годишна температура е около 27 градуса.